# 미스터 브룩스
《미스터 브룩스》(영어: Mr. Brooks)는 2007년 공개된 미국의 심리 스릴러 영화이다. 브룩스 A. 에번스가 연출하고, 케빈 코스트너, 더미 무어, 데인 쿡, 윌리엄 허트 등이 출연하였다.

## 줄거리
오리건주 포틀랜드에 사는 얼은 외부에 가정적인 사업가로 알려져 있으며 사회에서 존경을 받고 있지만 실은 제2의 자아로 이중 생활을 하고 있다. 이 제2의 자아는 마셜이라는 이름의 잔인한 살인마이다.
얼은 이제 살인 중독에서 벗어나고 싶어 하지만 살인을 즐기는 마셜의 본능은 얼이 그렇게 하도록 순순히 놓아주지 않는다. 그럼에도 얼은 마지막으로 딱 한 번만 더 살인을 저지르고 살인 행각을 완전히 멈추기로 결심한다.
그런데 하필 관음증이 있는 그레이브스가 관음 중에 이 살인을 우연히 목격하여 사진을 찍고, 얼에게 자신을 살인에 끼워 달라고 협박한다. 게다가 얼은 자신을 뒤쫓고 있는 형사 트레이시의 수사망에서 벗어날 궁리까지 해야 한다.

## 출연진
- 케빈 코스트너 - 얼 브룩스 / 더 섬프린트 킬러 역
- 더미 무어 - 트레이시 애트우드 형사 역
- 데인 쿡 - 그레이브스 배퍼트 / 스미스 씨 역
- 윌리엄 허트 - 마셜 역
- 마그 헬건버거 - 에마 브룩스 역
- 루빈 산티아고허드슨 - 호킨스 형사 역
- 대니엘 패너베이커 - 제인 브룩스 역
- 아이샤 하인즈 - 낸시 하트 역
- 린지 크라우스 - 리스터 경감 역
- 제이슨 루이스 - 제시 비알로 역
- 레이코 에일스워스 - 실라 역
- 맷 슐즈 - 손턴 미크스 / 더 행맨 역
- 트레이시 딘위디 - 세라 리브스 역
- 로라 베일리 - 승무원 역

## 기타 제작진
- 배역: 리사 메이 핀캐넌, 민디 마린
- 미술: 제프리 비크로프트
- 의상: 주디아나 머코프스키